# 田中昌司
田中 昌司（たなか しょうじ）は、日本の工学者（認知科学・知能情報学・脳計測科学・基盤社会脳科学）。学位は工学博士（名古屋大学・1985年）。上智大学名誉教授。専門は脳科学。日本原子力研究所那珂核融合研究所博士研究員、上智大学理工学部教授などを歴任した。

## 来歴

### 学歴
岐阜県に生まれ、岐阜県立大垣北高校卒業後、名古屋大学に進学し、工学部の電気工学科にて学んだ。1980年3月25日、名古屋大学を卒業し、工学士の称号を取得した。同大学の大学院に進学し、工学系研究科にて核融合やプラズマについて研究した。1982年3月25日、修士課程を修了し、工学修士の学位を取得した。1985年3月25日、博士課程を修了し、工学博士の学位を取得した。

### 経歴
1985年より、日本原子力研究所の那珂核融合研究所にて博士研究員として勤務した。1986年に上智大学に転じ、理工学部にて講師、助教授、教授を務めた。2007年まで電気電子工学科の講義を担当していたが、2008年より情報理工学科の講義を担当した。また、1998年にはイェール大学の医学部にて客員科学者を兼任した。2005年にはコロンビア大学の医学部にて客員教授を兼任した。2023年退任、上智大学名誉教授。日本声楽発声学会理事

## 研究
学会活動：日本声楽発声学会理事、日本音楽表現学会会員、日本演劇学会会員、日本神経科学学会会員、北米神経科学学会会員、他
ワーキングメモリなどの神経回路モデル・シミュレーション研究を行った。現在は、音楽や演劇の脳科学の構築に取り組んでいる。これまで多数の音大生・音楽家の脳イメージング研究（MRI、脳波計測）を行ってきた。最新の成果のひとつとして、オペラ鑑賞時のミラーニューロン活動の脳波計測実験がある（論文サイト）。研究成果を大学の講義に生かすべく、音楽や演劇・文学と脳科学の融合を試みている。

## 著書
- 共著：音楽する脳と身体（田中昌司・伊藤康宏）コロナ社（2022年）ISBN 978-4-339-07826-8
- 単著：音大生・音楽家のための脳科学入門講義（田中昌司）コロナ社（2021年）ISBN 978-4-339-07825-1
- 監修：頭が良くなるIQパズル100（田中昌司, 大人のパズル研究会他 | 2019/3/13）
- 監修：突然頭が良くなるIQパズル（大人のパズル研究会, 田中 昌司他 | 2017/12/21）
- 監修：大人のIQパズル100special（田中 昌司、 大人のパズル研究会 | 2015/2/10）

## メディア報道・講座
- 毎日メディカル（2025.7.26）懐メロを聴くと心身の痛みが癒やされるのには根拠があった！
- NHK「チコちゃんに叱られる!」放送300回スペシャル（2025.7.25）映像に音楽が加わるとより感動するのはなぜ？
- 脳と心のサロン（田中昌司） 中日新聞・東京新聞 朝刊（隔週金曜日連載）2025年4月～2026年（継続中）
- 音楽の力 脳への影響メカニズム 「喜び」の神経ネットワーク活性化 ～上智大学名誉教授田中昌司さんに聞く．中日新聞・東京新聞 朝刊 2024年11月29日
- 舞台芸術の「未来」をのぞむ連続講座2023 〜持続可能な創造環境に向けて（舞台芸術制作者オープンネットワーク）第4回：脳科学から見た演劇（田中昌司）2024年1月15日【オンライン講座】
- 特集「音楽で、いい脳を」脳科学者がすすめる音楽とのつきあい方．日能研 キッズレーダー 2023年冬号（2023年12月）
- 脳科学で解明せよ！脳＆心が喜ぶ“楽器演奏”のメリット．島村楽器 Happy Jam 2023年9月21日 インターネットメディア
- 音楽＆音声は脳にどのような影響を与える？ 脳科学者が注目する“主観の世界”と“デフォルトモードネットワーク”（インタビュー 脳科学者に聞く）Real Sound Tech 2023年5月 インターネットメディア